# Соколов, Дмитрий Григорьевич
Дмитрий Григорьевич Соколов (род. 14 апреля 1998, Омск) — российский хоккеист, нападающий.

## Биография
Воспитанник омского «Авангарда». Считался сильнейшим юниором страны 1998 года рождения, сравнивался с Александром Овечкиным. В 16 лет дебютировал в МХЛ в составе команды «Омские ястребы», набрав в 29 матчах 16 (13+3) очков.
В раннем рейтинге лучших игроков драфта НХЛ-2016 скаутингового агентства ISS в 2014 году занял пятое место. Перед сезоном 2015/16 перешёл в одну из худших команд ОHL «Садбери Вулвз», где стал лучшим бомбардиром и снайпером клуба. Однако на драфте НХЛ 2016 года Соколов был выбран только в 7-м раунде под общим 196-м номером клубом «Миннесота Уайлд». Генеральный менеджер «Миннесоты» Чак Флетчер объяснял это проблемами Соколова с физической формой и лишним весом. По ходу сезона 2017/18 Соколов перешёл в «Барри Кольтс» и, набрав 96 (50+46) очков в 64 матчах, занял 5 место среди бомбардиров сезона OHL и поделил первое место среди снайперов. В 20 лет при 183 сантиметрах роста он весил около ста килограмм.
Подписав трёхлетний контракт новичка с «Миннесотой», Соколов провёл это время в фарм-клубе «Айова Уайлд» из AHL — в 115 матчах набрал 56 (34+22) очка.
Летом 2021 года подписал просмотровый контракт с «Авангардом». После предсезонных матчей клуб не стал предлагать Соколову полноценный контракт. Хоккеист не смог найти других вариантов и вскоре подписал двусторонний контракт с «Авангардом». Отыграл сезон в «Омских крыльях» из ВХЛ, сыграв в ноябре четыре матча за «Авангард» в КХЛ. Сезон 2022/23 провёл в аренде в «Динамо» Минск. С 13 октября — в «Нефтехимике».
Участник чемпионата мира среди юниорских команд 2015. Участник чемпионата мира среди молодёжных команд 2018.